# Web part
Un Web part est un contrôle ASP.NET ayant pour vocation d'être placé par l'utilisateur final dans une page web, de façon à pouvoir personnaliser celle-ci. Les Web parts sont l'équivalent des Portlets en Java. 